# Iwan Kurbatow
Iwan Grigorjewicz Kurbatow, ros. Иван Григорьевич Курбатов (ur. w 1907 r. we wsi Kriukowo w obwodzie kurskim, zm. ?) – radziecki wojskowy (porucznik), komendant policji obozowej w dulagu nr 240 w Rżewie podczas II wojny światowej.
W 1920 r. ukończył 4-klasową szkołę. W listopadzie 1929 r. został zmobilizowany do Armii Czerwonej. Służył w wojskach pogranicznych. W 1933 r. ukończył 1 szkołę pograniczną OGPU. W poł. maja 1939 r. w stopniu porucznika został dowódcą posterunku granicznego 47 Pogranicznego Oddziału Wojsk NKWD.
Po ataku wojsk niemieckich na ZSRR 22 czerwca 1941 r. odkomenderowano go do miasta Murom, gdzie zajmował się przygotowywaniem uzupełnień na front. Podczas ofensywy niemieckiej na Moskwę objął dowództwo plutonu rozpoznawczego 916 Pułku Specjalnego Przeznaczenia 247 Dywizji Strzeleckiej.
W październiku 1941 r. dostał się do niewoli niemieckiej, po czym osadzono go w obozie jenieckim w okupowanym Rżewie. 5 maja 1942 r. został przez Niemców wyznaczony komendantem policji obozowej, która miała za zadanie utrzymywać porządek w dulagu. Istnieją przypuszczenia, że por. I.G. Kurbatow był faktycznie agentem NKWD. Według części źródeł pomagał jeńcom w ucieczkach z obozu, informując, jak dotrzeć do sowieckich oddziałów partyzanckich.
Po zakończeniu wojny został aresztowany przez funkcjonariuszy Smiersza, ale wkrótce wypuszczono go na wolność. Zamieszkał w Kisłowodsku, gdzie ciężko zachorował. Po wyleczeniu służył w obozach na Sachalinie podporządkowanych Głównemu Zarządowi do spraw Jeńców Wojennych i Internowanych MWD. Kiedy odesłano go do rezerwy, zamieszkał w Chabarowsku.